# مهرجان القفز فوق الأطفال

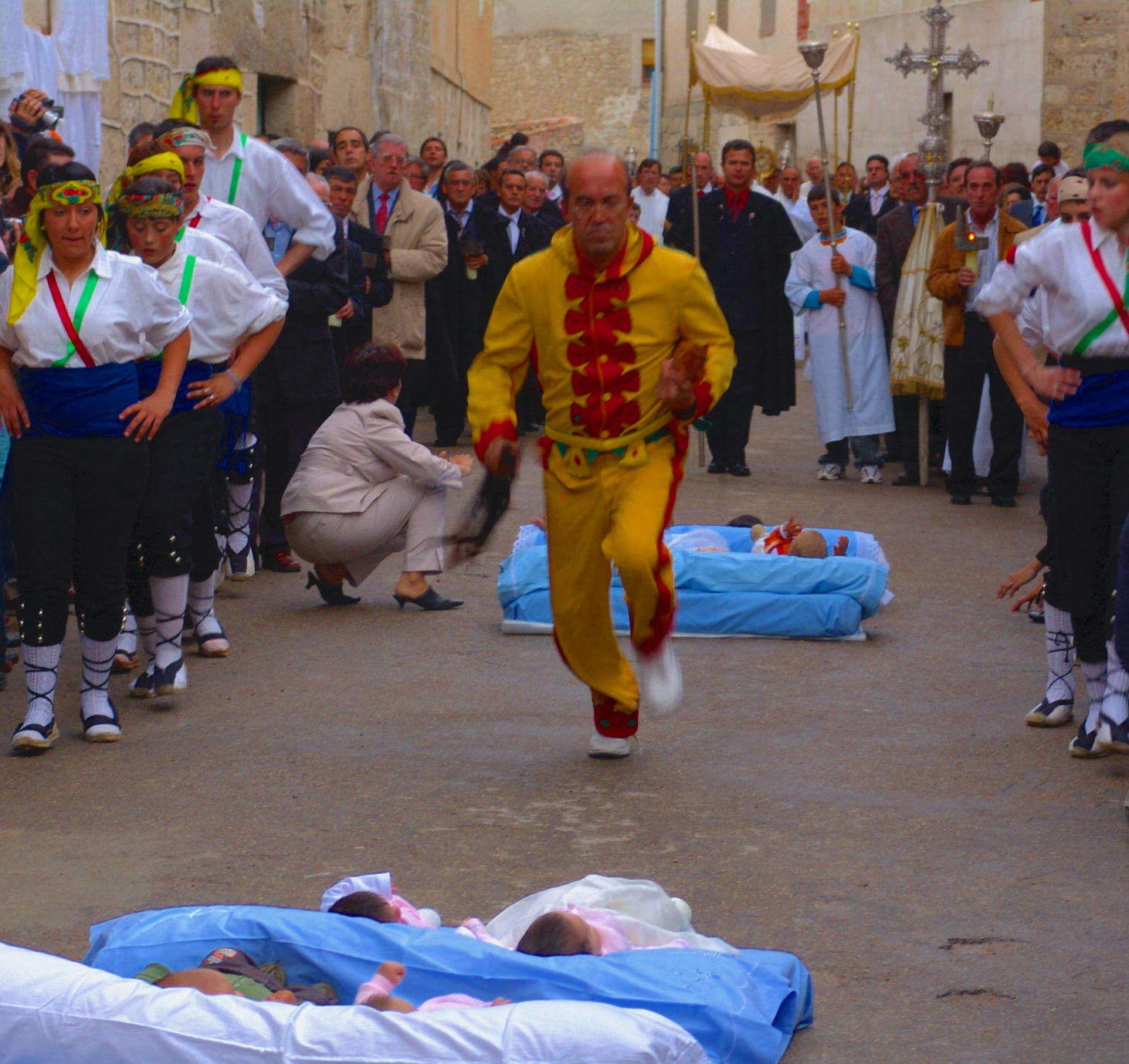
مهرجان القفز فوق الاطفال باللباس الأحمر و الأصفر

قفز الأطفال (بالإسبانية: El Colacho)‏ هو مهرجان إسباني تقليدي يرجع تاريخه إلى عام 1620م. يقام سنويًا للإحتفال بعيد القربان الكاثوليكي في كاستريلو دي مورسيا، وهي قرية في بلدية ساسامون في مقاطعة برغش. 

## الوصف
أثناء المهرجان، يقفز الرجال الذين يرتدون ملابس الشيطان ببدلات حمراء وصفراء فوق الأطفال الذين ولدوا خلال الإثني عشر شهرًا الماضية الذين يرقدون على مراتب في الشارع. يمسك «الشياطين» بالسياط والصناج الضخمة وهم يقفزون فوق الأطفال الرضع. قبل أن تبدأ القفزة، تسخر الشياطين من المتفرجين. يشير الرجال الأتقياء إلى بداية القفزة، والتي تمثل طرد الشياطين في طريقهم. يقفز الشياطين فوق الأطفال، ويمتصون خطاياهم، ويأخذون معهم هذه الذنوب.
تنظم جماعة الإخوان في سانتيسيمو ساكرامنتو دي مينيرفا الاحتفالات التي تستمر لمدة أسبوع، والتي تتوج يوم الأحد عندما يقفز الشياطين على الأطفال على الفرش الموضوعة على طريق الموكب الذي يعبر المدينة.
جذور هذه الممارسة غير معروفة، لكن يُعتقد أنها تطهر المواليد الجدد من الخطيئة الأصلية، وتضمن سلامتهم أثناء تنقلهم في الحياة، وتحميهم من المرض والأرواح الشريرة. نظرًا لأن الكنيسة تعتبر أن المعمودية تكفر عن الخطيئة الأصلية، فقد حث البابا بنديكتوس السادس عشر الكهنة الإسبان على التخلي عن هذا التقليد. 